# Mika (ドラマー)
mika（ミカ）は、日本のドラマー、声優。エースクルー・エンタテインメント所属。

## 来歴
専門学校ESPミュージカルアカデミー卒業。
2020年にメディアミックスプロジェクト『BanG Dream!』の二葉つくし役で声優デビューする。同プロジェクトではバンド活動も行い、「Morfonica」のドラム担当として活動している。また、『BanG Dream!』には声優としての参加以前からドラム技術講師（「Poppin'Party」大橋彩香・「Roselia」櫻川めぐ・「MyGo!!!!!」林鼓子への指導やライブ前のドラムスティックの準備、サポートドラマーなど）やモーションアクターとして参加していた。

## 出演
太字はメインキャラクター。

### テレビアニメ
- BanG Dream! ガルパ☆ピコ 〜大盛り〜 / ふぃーばー！（2020年 - 2021年、二葉つくし[4][5]） - 2シリーズ
- バンドリ! ガールズバンドパーティ! 5th Anniversary Animation -CiRCLE THANKS PARTY!-（2022年、二葉つくし）
- BanG Dream! Morfonication（2022年、二葉つくし[6]）

### 劇場アニメ
- BanG Dream! FILM LIVE 2nd Stage（2021年、二葉つくし[7]） - モーションアクターも担当
- 劇場版 BanG Dream! ぽっぴん'どりーむ!（2022年、二葉つくし）

### ゲーム
- バンドリ! ガールズバンドパーティ!（2020年 - 2025年、二葉つくし[8]）

### ライブ（サポート）
山本乃愛
- 「ONE-MAN LiVE〜D.S. coda 630〜」（2022年5月28日　会場：新宿WALLY）
- 「MINAMI WHEEL」（2022年10月8日　会場：hillsパン工場）
- 「NoA Yamamoto cover song LiVE」（2022年10月9日　会場：北新地CRC）